# Jan Klapáč
Temple de la renommée du hockey tchèque : 2010
Jan Klapáč (né le 27 février 1941 à Prague) est un ancien joueur professionnel de hockey sur glace. Il évoluait en tant qu'ailier droit.

## Carrière en club
Après avoir joué en junior au Dynamo Karlovy Vary, il fit la majeure partie de sa carrière dans l'équipe militaire du HC Dukla Jihlava de 1960 à 1975, soit quinze saisons, remportant sept titres de championnat de Tchécoslovaquie entre 1967 et 1974, inscrivant un total de 185 buts en 453 matchs de première division tchécoslovaque. Il a ensuite porté les couleurs du HC Plzeň 1929.

## Carrière internationale
Il représente l'équipe de Tchécoslovaquie lors de plusieurs éditions du championnat du monde mais également pour les Jeux olympiques d'hiver.
| Année | Compétition |    | PJ | B | A  | Pts | Pun                |  | Résultat |
| 1964  | JO          | 5  | 1  | 1 | 2  | 2   | Médaille de bronze |  |          |
| 1965  | CM          | 7  | 4  | 0 | 4  | 10  | Médaille d'argent  |  |          |
| 1966  | CM          | 7  | 3  | 1 | 4  | 0   | Médaille d'argent  |  |          |
| 1968  | JO          | 3  | 0  | 0 | 0  | 4   | Médaille d'argent  |  |          |
| 1969  | CM          | 7  | 0  | 1 | 1  | 0   | Médaille de bronze |  |          |
| 1972  | CM          | 10 | 9  | 6 | 15 | 4   | Médaille d'or      |  |          |
| 1973  | CM          | 6  | 2  | 2 | 4  | 2   | Médaille de bronze |  |          |